# Bryn Jones (cầu thủ bóng đá, sinh năm 1938)
Brian "Bryn" Jones (sinh ngày 15 tháng 9 năm 1938) là một cựu cầu thủ bóng đá người Anh thi đấu ở vị trí hậu vệ biên ở Football League cho Barnsley và York City.